# Luis Pimentel y Pacheco
Luis Pimentel y Pacheco, né vers 1467, mort le 24 novembre 1497, est un noble et militaire espagnol de la maison de Benavente (es), 4e comte de Mayorga (es), fait 1er marquis de Villafranca del Bierzo (es).

## Biographie
Fils de Rodrigo Alonso Pimentel (es), 4e comte (es) et 1er duc de Benavente (es), et de son épouse María Pacheco y Portocarrero, fille de Juan Pacheco, 1er marquis de Villena. En tant que fils aîné, il aurait dû succéder à la maison de Benavente (es), mais il mourut du vivant de son père et ne porta que le titre de 4e comte de Mayorga (es), et son frère Alonso Pimentel y Pacheco (es) lui succéda à Benavente.
Remarqué pour son comportement héroïque dans la guerre contre le roi du Portugal, les Rois catholiques lui accordèrent (ainsi qu'à son épouse) le marquisat de Villafranca del Bierzo (es), afin de régler le différend sur le comté de Lemos.
Il meurt d'une chute de cheval ou d'une balustrade à Alcalá de Henares (Madrid) le 24 novembre 1497 et est enterré dans le couvent de San Francisco de Villalón de Campos, fondé par son père. Le gisant du tombeau est conservé au musée national de la Sculpture de Valladolid, et sa dépouille mortelle a été transférée au panthéon familial de Benavente (Zamora) en 1547.

## Mariage et descendance
Il épouse Juana Osorio y Bazán, fille de Pedro Álvarez Osorio (es), 1er comte de Lemos et seigneur de Cabrera et Ribera (es), le 3 janvier 1472. Ils sont les parents de :
- María Osorio y Pimentel, deuxième marquise de Villafranca del Bierzo, mariée à Pierre de Tolède, fils du deuxième duc d'Albe.